# Šíleně bohatí Asiati (film)
Šíleně bohatí Asiati je americký romantický komediálně-dramatický film z roku 2018. Režie se ujal Jon M. Chu a scénáře Peter Chiarelli a Adele Lim. Film je inspirován stejnojmenným románem z roku 2013 od Kevina Kwana. Hlavní role hrají Constance Wu, Henry Golding, Gemma Chan, Lisa Lu, Awkwafina, Ken Jeong a Michelle Yeoh.
Film měl premiéru dne 7. srpna 2018 v TCL Chinese Theatre v Los Angeles a dne 15. srpna 2018 se začal promítat v kinech Spojených států. Film získal pozitivní recenze od kritiků. Celosvětově vydělal více než 238 milionů dolarů, což z něj činí nejvýdělečnější romantickou komedii desetiletí. Film získal nominaci na Zlatý glóbus v kategoriích Nejlepší film (komedie/muzikál) a Constance Wu získala nominaci na cenu Nejlepší herečka (komedie/muzikál). Film také získal čtyři nominace na cenu Critics' Choice Moview Awards a jednu z nich vyhrál (za nejlepší komedii). Získal cenu Screen Actors Guild Awards v kategorii Nejlepší obsazení.
V současné době se připravují dvě pokračování.

## Obsazení
- Constance Wu jako Rachel Chu, Nickova přítelkyně a Kerryho dcera
- Henry Golding jako Nicholas "Nick" Young, přítel Rachel a syn Phillipa a Eleanor
- Michelle Yeoh jako Eleanor Sung-Young, Nickova dominující matka a manželka Phillipa
- Gemma Chan jako Astrid Young-Teo, Nickova sestřenice a Michaelova manželka
- Lisa Lu jako Shang Su Yi, Nickova babička a matriarcha rodiny
- Awkwafina jako Goh Peik Lin, kamarádka Rachel ze Singapuru a dcera Wye Muna
- Ken Jeong jako Goh Wye Mun, Peik Lin bohatý otec
- Sonoya Mizuno jako Araminta Lee, Colinova snoubenka a singapurská módní ikona
- Chris Pang jako Colin Khoo, Nickův nejlepší kamarád z dětství, Araminy snoubenec
- Jimmy O. Yang jako Bernard Tai, Carol syn a Nickův a Colinův bývalý spolužák
- Ronny Chieng jako Eddie Cheng, bratranec Nicka a Astrid, Fionin manžel z Hongkongu
- Remy Hii jako Alistair Cheng, Eddieho bratr a bratranec Nicka a Astrid z Tchaj-wanu
- Nico Santos jako Oliver T'sien, Nickův bratranec
- Jing Lusi jako Amanda "Mandy" Ling, Nickova bývalá přítelkyně
- Pierre Png jako Michael Teo, manžel Astrid
- Fiona Xie jako Kitty Pong, Alistairova přítelkyně a hvězda tchajwanského seriálu
- Victoria Loke jako Fiona Tung-Cheng, Eddieho manželka z Hongkongu a Nickova sestřenice
- Janice Koh jako Felicity Young, matka Astrid
- Amy Cheng jako Jacqueline Ling, Mandy matka a přítelkyně Eleanor
- Koh Chieng Mun jako Neena Goh, matka Peik Lin
- Tan Kheng Hua jako Kerry Chu, matka Rachel
- Selena Tan jako Alexandra 'Alix' Young-Cheng, nejmladší dítě Su Yi
- Kris Aquino jako princezna Intan, malajská princezna
- Tumurbaatar Enkhtungalag jako Nadine Shao, jedna z nejlepších kamarádek Eleanor
- Carmen Soo jako Francesca Shaw, ex-přítelkyně Nicka
- Constance Lau jako Celine Lim, drbna a členka Radio One Asia
- Peter Carroll jako lord Calthorpe, majitel hotelu London Calthorpe
- Daniel Jenkins jako Reginald Ormsby, manažer hotelu London Calthorpe
- Harry Shum Jr. jako Charlie Wu, ex-snoubenec Astrid

## Produkce
Kevin Kwan vydal dne 11. června 2013 stejnojmenný román. V roce 2014 se o film začala zajímat americká asijská filmová investiční skupina Ivanhoe Pictures a spojila se s Ninou Jacobson, aby financovala a produkovala film. Scenáristé Peter Chiarelli a Adele Lim byli najati, aby napsali scénář.  V květnu 2016 se k projektu v roli režiséra připojil Jon M. Chu. V říjnu 2016 získala společnost Warner Bros. distribuční práva.

### Casting
Poté, co roli Rachel Chu získala Constance Wu, Henry Golding byl obsazen do role Nicka Young. Michelle Yeoh získala roli Eleanor Young, Nickovy matka v březnu 2017. V dubnu se k obsazení připojila Gemma Chan a Sonoya Mizuno. Dne 18. dubna 2017 byla obsazena herečka Kris Aquino.  Dne 12. května se připojil Ken Jeong.

### Natáčení

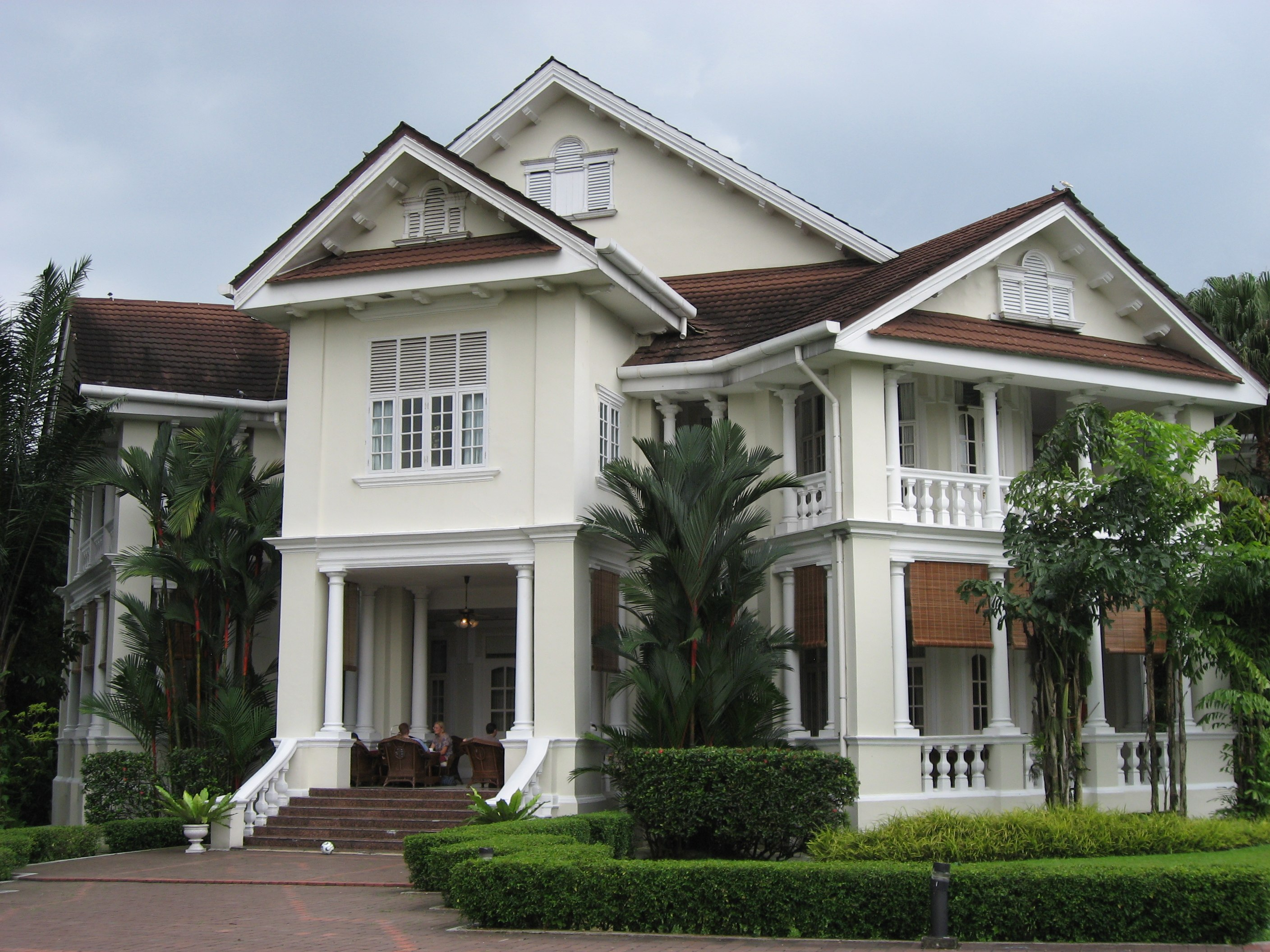
Vila Carcosa Seri Negra v Malajsii, ve které ve filmu bydlela rodina Youngových.

Natáčení bylo zahájeno dne 24. dubna 2017 a ukončeno dne 23. června. Film se natáčel na Kuala Lumpur, v Langkawi, Penangu, Malajsii a v Singapuru.

## Vydání
Film Crazy Rich Asians měl premiéru ve Spojených státech dne 15. srpna 2018.  V dubnu 2018 se v Theatre at Ace Hotel v Los Angeles konalo první promítání, které získalo od diváků silné emocionální reakce; další předběžné projekce se konaly v San Franciscu, Washingtonu a New Yorku.  Film měl premiéru dne 7. srpna 2018 v TCL Chinese Theatre v Los Angeles. V České republice nebyl do kin uveden.

## Recepce

### Tržby
Film vydělal 174,5 milionů dolarů v Severní Americe a 64 milionů dolarů v ostatních oblastech, celkově tak vydělal 238,5 milionů dolarů po celém světě. Rozpočet filmu činil 30 milionů dolarů. V říjnu 2018 se stala nejvýdělečnější romantickou komedií posledního desetiletí.
Projektován byl výdělek 18–20 milionů dolarů za prvních pět dní v kinech. Film za svůj první víkend získal 35,2 milionů dolarů. Za druhý víkend získal 24,8 milionů dolarů. Za třetí víkend vydělal 22 milionů dolarů a stále si držel prvenství v nejvyšší návštěvnosti. Čtvrtý víkend byl v žebříčku poražen novinkami Sestra a Peppermint: Anděl pomsty, s výdělkem 13,1 milionů dolarů.

### Recenze
Film získal pozitivní recenze od kritiků. Na recenzní stránce Rotten Tomatoes získal z 301 započtených recenzí 91 procent s průměrným ratingem 7,6 bodů z deseti. Na serveru Metacritic snímek získal z 50 recenzí 74 bodů ze sta. Na Česko-Slovenské filmové databázi si snímek k 21. únoru 2019 drží 64%.

## Ocenění a nominace
| Ocenění                                        | Datum ceremoniálu                 | Kategorie                                        | Nominovaný                                 | Výsledek  |
| ---------------------------------------------- | --------------------------------- | ------------------------------------------------ | ------------------------------------------ | --------- |
| AARP Movies for Grownups Awards                |                                   | nejlepší mezigenerační film                      | Šíleně bohatí Asiati                       | nominace  |
| AARP Movies for Grownups Awards                | nejlepší herečka ve vedlejší roli | Michelle Yeoh                                    | nominace                                   |           |
| AARP Movies for Grownups Awards                | nejlepší obsazení                 | Šíleně bohatí Asiati                             | nominace                                   |           |
| Alliance of Women Film Journalists             | 10. ledna 2019                    | Nejlepší obsazení – castingový režisér           | Terri Taylor                               | nominace  |
| American Cinema Editors Awards                 | 1. února 2019                     | nejlepší střih (komedie/muzikál)                 | Myron Kerstein                             | nominace  |
| Art Directors Guild Awards                     | 2. února 2019                     | nejlepší výprava (současný film)                 | Šíleně bohatí Asiati                       | vítězství |
| Costume Designers Guild Awards                 | 19. února 2019                    | nejlepší kostýmy (současný film)                 | Mary E. Vogt                               | vítězství |
| Critics' Choice Moview Awards                  | 13. ledna 2019                    | nejlepší obsazení                                | Šíleně bohatí Asiati                       | nominace  |
| Critics' Choice Moview Awards                  | 13. ledna 2019                    | nejlepší komedie                                 | Šíleně bohatí Asiati                       | vítězství |
| Critics' Choice Moview Awards                  | 13. ledna 2019                    | nejlepší herečka (komedie)                       | Constance Wu                               | nominace  |
| Critics' Choice Moview Awards                  | 13. ledna 2019                    | nejlepší výprava                                 | Nelson Coates, Andrew Baseman              | nominace  |
| Detroit Film Critics Society                   | 3. prosince 2018                  | nejlepší obsazení                                | Šíleně bohatí Asiati                       | nominace  |
| Denver Film Critics Society                    | 10. ledna 2019                    | nejlepší komedie                                 | Šíleně bohatí Asiati                       | nominace  |
| Dublin Film Critics Circle Awards              | 20. prosince 2018                 | nejlepší herečka                                 | Constance Wu                               | 9. místo  |
| Dorian Awards                                  | 8. ledna 2019                     | nejlepší herečka ve vedlejší roli                | Michelle Yeoh                              | nominace  |
| Florida Film Critics Circle Awards             | 21. prosince 2018                 | nejlepší obsazení                                | Šíleně bohatí Asiati                       | nominace  |
| Georgia Film Critics Association               | 12. ledna 2019                    | nejlepší obsazení                                | Šíleně bohatí Asiati                       | nominace  |
| Gold Derby Awards                              | 20. února 2019                    | objev roku                                       | Awkwafina                                  | nominace  |
| Gold Derby Awards                              | 20. února 2019                    | nejlepší kostýmy                                 | Mary E. Vogt                               | nominace  |
| Gold Derby Awards                              | 20. února 2019                    | nejlepší obsazení                                | Šíleně bohatí Asiati                       | nominace  |
| Hollywood Film Awards                          | 4. listopadu 2018                 | nejlepší obsazení (objev)                        | Šíleně bohatí Asiati                       | vítězství |
| Humanitas Prize                                | 8. února 2019                     | nejlepší film                                    | Šíleně bohatí Asiati                       | nominace  |
| ICG Publicists Awards                          | 22. února 2019                    | nejlepší film                                    | Šíleně bohatí Asiati                       | vítězství |
| Los Angeles Online Film Critics Society Awards |                                   | nejlepší film (komedie/muzikál)                  | Šíleně bohatí Asiati                       | nominace  |
| Los Angeles Online Film Critics Society Awards |                                   | nejlepší obsazení                                | Šíleně bohatí Asiati                       | nominace  |
| Make-Up Artists and Hair Stylists Guild Awards | 16. února 2019                    | nejlepší masky (současnost)                      | Heike Merker, Irina Strukova               | nominace  |
| Make-Up Artists and Hair Stylists Guild Awards | 16. února 2019                    | nejlepší účesy (současnost)                      | Heike Merker, Sophia Knight                | vítězství |
| National Board of Review                       | 8. ledna 2019                     | nejlepší herecké obsazení                        | Šíleně bohatí Asiati                       | vítězství |
| Online Film & Television Association Awards    |                                   | objev roku: muž                                  | Henry Golding                              | nominace  |
| Online Film & Television Association Awards    | nejlepší obsazení                 | Šíleně bohatí Asiati                             | nominace                                   |           |
| Online Film & Television Association Awards    | nejlepší adaptovaná skladba       | „Can't Help Falling in Love“                     | nominace                                   |           |
| Online Film & Television Association Awards    | nejlepší adaptovaná skladba       | „Yellow“                                         | nominace                                   |           |
| Online Film & Television Association Awards    | nejlepší výprava                  | Nelson Coates a Andrew Baseman                   | nominace                                   |           |
| Online Film & Television Association Awards    | nejlepší kostýmy                  | Mary E. Vogt                                     | nominace                                   |           |
| Oscar                                          | 24. února 2019                    | nejlepší skladatel                               | Brian Tyler                                | nominace  |
| People's Choice Awards                         | 11. listopadu 2018                | nejlepší komedie                                 | Šíleně bohatí Asiati                       | nominace  |
| People's Choice Awards                         | 11. listopadu 2018                | nejlepší hvězda komedie                          | Awkwafina                                  | nominace  |
| People's Choice Awards                         | 11. listopadu 2018                | nejlepší hvězda komedie                          | Constance Wu                               | nominace  |
| Producers Guild of America Awards              | 19. ledna 2019                    | nejlepší producenti (film)                       | Nina Jacobson & Brad Simpson, John Penotti | nominace  |
| San Diego Film Critics Society                 | 10. prosince 2018                 | nejlepší komediální výkon                        | Awkwafina                                  | nominace  |
| San Diego Film Critics Society                 | 10. prosince 2018                 | nejlepší kostýmy                                 | Mary E. Vogt                               | nominace  |
| Satellite Awards                               | 17. února 2019                    | nejlepší film (muzikál/komedie)                  | Šíleně bohatí Asiati                       | nominace  |
| Satellite Awards                               | 17. února 2019                    | nejlepší herečka v hlavní roli (muzikál/komedie) | Constance Wu                               | nominace  |
| Screen Actors Guild Awards                     | 27. ledna 2019                    | nejlepší herecké obsazení                        | Šíleně bohatí Asiati                       | nominace  |
| Zlatý glóbus                                   | 6. ledna 2019                     | Nejlepší film (komedie/muzikál)                  | Šíleně bohatí Asiati                       | nominace  |
| Zlatý glóbus                                   | 6. ledna 2019                     | Nejlepší herečka v hlavní roli (komedie/muzikál) | Constance Wu                               | nominace  |

## Sequely
Dne 22. srpna 2018 společnost Warner Bros. potvrdila vývoj sequelu a to na základě pokračování knihy China Rich Girlfriend. Producentka Nina Jacobson později oznámila, že China Rich Girlfriend a poslední díl trilogie Rich People Problems se budou natáčet souběžně v roce 2020, aby se snížila čekací doba mezi těmito dvěma filmy.